# NGC 3227
NGC 3227 est une galaxie spirale intermédiaire (barrée ?) située dans la constellation du Lion. NGC 3227 a été découverte par l'astronome germano-britannique William Herschel en 1784. 

## Caractéristiques
Sa vitesse par rapport au fond diffus cosmologique est de 1 449 ± 23 km/s, ce qui correspond à une distance de Hubble de 21,4 ± 1,5 Mpc (∼69,8 millions d'al).
À ce jour, huit mesures non basées sur le décalage vers le rouge (redshift) donnent une distance de 18,750 ± 6,298 Mpc (∼61,2 millions d'al), ce qui est à l'intérieur des valeurs de la distance de Hubble. Notons cependant que c'est avec la valeur moyenne des mesures indépendantes, lorsqu'elles existent, que la base de données NASA/IPAC calcule le diamètre d'une galaxie et qu'en conséquence le diamètre de NGC 3227 pourrait être d'environ 40,4 kpc (∼132 000 al) si on utilisait la distance de Hubble pour le calculer.
La classe de luminosité de NGC 3227 est I et elle présente une large raie HI. C'est aussi une galaxie active de type Seyfert 2. La luminosité de NGC 3227 dans l'infrarouge lointain (de 40 à 400 µm) est égale à 8,71 × 109 {\displaystyle L_{\odot }} (109,94{\displaystyle L_{\odot }}) et sa luminosité totale dans l'infrarouge (de 8 à 1 000 µm) est de 1,35 × 1010 {\displaystyle L_{\odot }} (1010,13{\displaystyle L_{\odot }}).
La luminosité de la galaxie NGC 3227 dans l'infrarouge lointain (de 40 à 400 µm)  est égale à 8,71 × 109 {\displaystyle L_{\odot }} (109,94{\displaystyle L_{\odot }}) et sa luminosité totale dans l'infrarouge (de 8 à 1 000 µm) est de 1,35 × 1010 {\displaystyle L_{\odot }} (1010,13{\displaystyle L_{\odot }}).
Il est possible d'apercevoir cette paire de galaxies à l'aide d'un télescope d'amateur. Elle est située à 50' à l'Est de l'étoile binaire Gamma Leonis.

## Morphologie
NGC 3227 a été utilisée par Gérard de Vaucouleurs comme une galaxie de type morphologique SAB(s)a pec dans son atlas des galaxies,.
Dans la  bande K infrarouge, NGC 3227 présente une barre centrale supérieure à  80 secondes d'arc dont l'ellipticité maximale est de 0,64. L'angle de position de celle-ci est de 150°.
Eskridge, Frogel et Pogge ont publié un article en 2002 décrivant la morphologie de 205 galaxies spirales rapprochées. Les observations ont été réalisées dans la bande H de l'infrarouge et dans la bande B (le bleu). Selon Eskridge et ses collègues, NGC 3227 est une galaxie spirale de type SABb dans la bande B et de type SBab dans la bande H. NGC 3226 est en interaction avec NGC 3226 et les isophotes de leur disque se superposent. Le noyau de NGC 3227 est un point brillant encastré dans un bulbe présentant une nette distorsion en forme de X dans les isophotes externes. Les isophotes externes du bulbe sont en forme de cacahuète. Une barre traverse le bulbe le long de son grand axe. L'angle de position du bulbe et de la barre sont en direction sud-est. Il y a un certain nombre de nœuds de formation stellaire du côté sud-est de la barre. De larges bras spiraux larges, lisses et diffus émergent des extrémités de la barre et ils s'étendent sur environ 180 degrés.

## Le noyau de NGC 3227
NGC 3227 contient un noyau actif de type Seyfert, de type 2. De tels noyaux Seyfert renferment généralement un trou noir supermassif. La masse du trou noir de NGC 3227 est estimée à 1,4+1,0
 −0,6 × 107 {\displaystyle M_{\odot }}. Comme plusieurs autres galaxies actives, on a découvert que le noyau de NGC 3227 était une source d'intensité variable de rayons X,,,,. La période de variation des émissions varie de quelques heures à quelques mois. La période des émissions de NGC 3227 varie d'une durée de l'ordre de grandeur d'une journée à quelques journées. Une variabilité de période aussi courte que quelques milliers de secondes a été également observée avec le télescope spatial XMM-Newton. On explique une telle variabilité par des variations de la densité et de l'ionisation des gaz et de la poussière absorbante des rayons X qui se trouvent à proximité du noyau,,,.
Entre 2000 et 2001, on a observé un changement du spectre des rayons X qui amène à croire qu'une certaine quantité de ce gaz se situe de 10 à 100 jours-lumière du noyau.
Des études ont aussi été réalisées dans le proche infrarouge et en lumière visible. Ces études portent sur le phénomène de réverbération optique,. On y mesure le retard pris par les émissions venant du noyau et leur réémission par la poussière du disque d'accrétion du trou noir. Une quantité importante du gaz qui absorbe les rayons X pourrait se trouver à une distance aussi courte que 20 jours-lumière du noyau de NGC 3227.

## Trou noir supermassif
Selon les auteurs d'un article publié en 2002, la masse du trou noir central de NGC 3227 est de 4,37 x 107{\displaystyle M_{\odot }} (107,64{\displaystyle M_{\odot }}).  
Selon un article publié en 2004 un trou noir supermassif dont la masse est de (42,2 ± 21,4) x 106 {\displaystyle M_{\odot }} se trouve au centre de NGC 3227.
Selon un article publié en 2004 et basé sur les mesures de luminosité de la bande K de l'infrarouge proche du bulbe de NGC 3227, on obtient une valeur de 107,5 {\displaystyle M_{\odot }} (32 millions de masses solaires) pour le trou noir supermassif qui s'y trouve.
Selon une autre étude publiée en 2009 et basée sur la vitesse interne de la galaxie mesurée par le télescope spatial Hubble, la masse du trou noir supermassif au centre de NGC 3227 serait comprise entre 12 et 63 millions de {\displaystyle M_{\odot }}.
Selon les auteurs d'un article publié en 2012, la connaissance de la masse d'un trou noir central et du taux d'accrétion par celui-ci permet d'estimer le taux de formation d'étoiles dans la région centrale des galaxies de type Seyfert. Ce taux pour NGC 3227 serait à l'intérieur et à l'extérieur d'un rayon de 1 kpc respectivement de 0,48 {\displaystyle M_{\odot }}/an  et de 0,21 {\displaystyle M_{\odot }}/an
.

## Supernova
La supernova SN 1983U a été découverte dans NGC 3227 le 4 novembre 1983 par un dénommé V. Pronik. Cette supernova était de type Ia.

## Interaction avec la galaxie NGC 3227

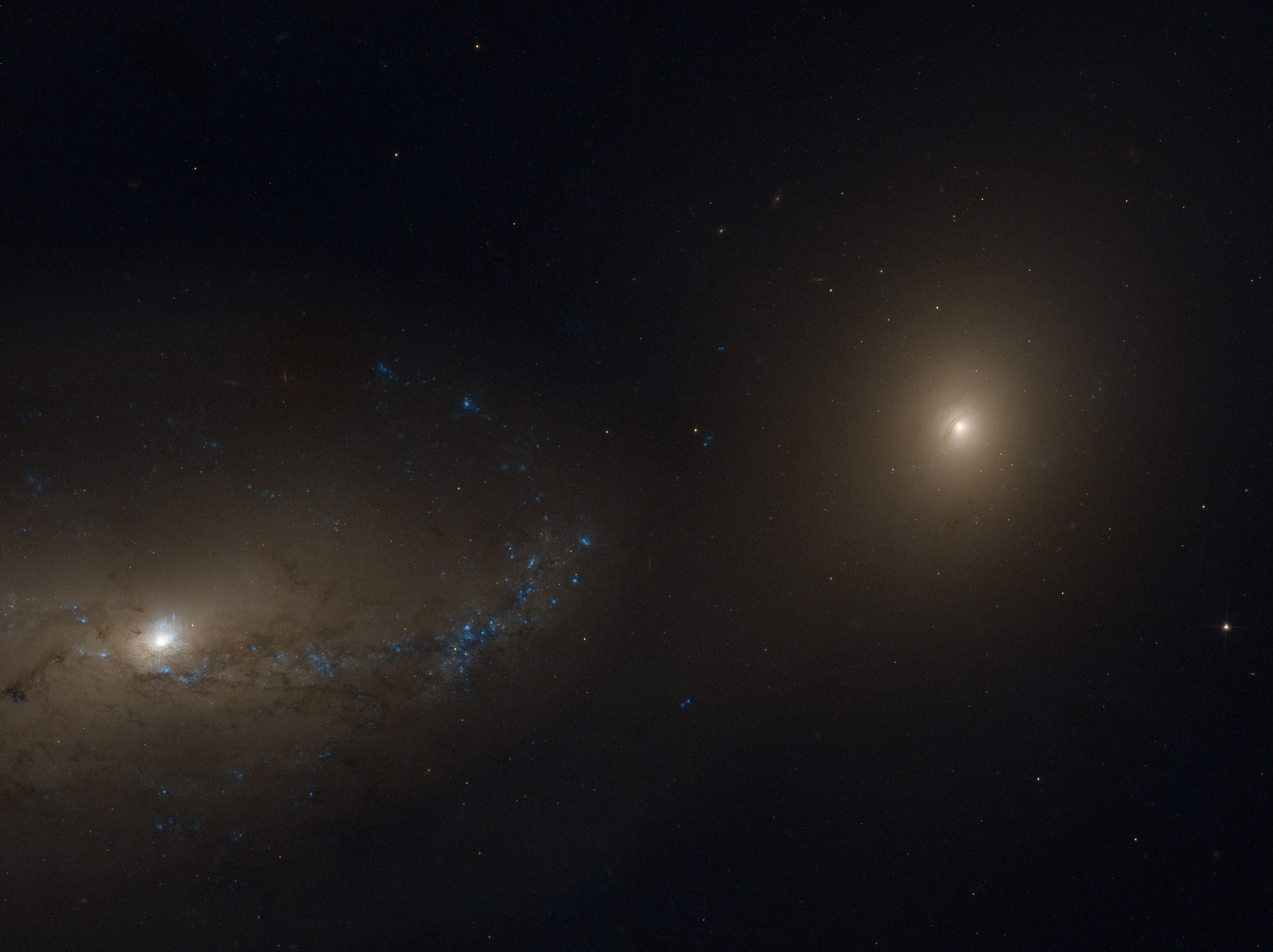
En compagnie de NGC 3227, NGC 3226 forme le couple désigné comme Arp 94.

NGC 3226 et NGC 3227 figurent ans l'atlas des galaxies particulières de Halton Arp sous la cote Arp 94. Selon E.L. Turner, les galaxies NGC 3226 et NGC 2780 forment une paire de galaxies rapprochées. Également selon Vaucouleurs et Corwin, elles forment une paire de galaxies.
Même si les galaxies NGC 3226 et NGC 3227 semblent se chevaucher, ce qui a fait dire à Halton Arp que c'est un exemple de galaxie spirale (NGC 3227) avec une compagne elliptique, rien n'indique que celles-ci soient en interaction gravitationnelle. D'ailleurs, la distance entre ces deux galaxies est relativement grande, soit environ 9 millions d'années-lumière et une étude publiée en 2006 révèle qu'il y a très peu de gaz moléculaire dans NGC 3226 et qu'elle n'a pas acquis de gaz en provenance de NGC 3227. Ces deux galaxies forment peut-être une paire de galaxies, mais elles ne semblent pas en interaction gravitationnelle.

## Groupe de NGC 3227
NGC 3227 est la galaxie la plus brillante d'un groupe de galaxies qui porte son nom. Le groupe de NGC 3227 compte au moins 13 autres galaxies dont NGC 3162, NGC 3177, NGC 3185, NGC 3187, NGC 3190, NGC 3193, NGC 3213, NGC 3226, NGC 3287 et NGC 3301.
Sur le site « Un Atlas de l'Univers », Richard Powell mentionne aussi le groupe de NGC 3227, mais il n'y figure que trois galaxies. Les deux autres galaxies sont NGC 3226 et UGC 5675. Ces deux galaxies figurent aussi dans le groupe de NGC 3227 de Garcia.